# 范白虎
范白虎（越南语：／，910年—972年），十二使君之一，号范防遏（越南语：／），据守藤州（今兴安省金洞县）。今兴安金洞县藤州社有范使君祠。967年，被丁部领所灭。范防遏投降丁部领，成为丁朝的亲卫将军。

## 生平
范白虎父親為茶鄉守將范令公，子范盍，為將門世家，有習武傳統。相傳生母於夢中已替其取名，意思即為身體健壯似虎，後來再楊廷藝率軍反叛南漢的作戰過程中，曾協助他打敗南漢軍。矯公羨弒君自立後，又追隨吳權自愛州起兵反矯公羨。950年，吳昌文發動政變，預謀推翻篡位者楊三哥時，范白虎亦曾派兵相助。965年，吳昌文戰死以後，他割據藤州自立，成為十二使君之一，稱「范防遏」，後來敗於丁部領，成為麾下將領。

## 家庭
- 父：范令公
- 子：范盍（Phạm Hạp），後來追隨丁部領，參與平定十二使君的戰爭，後來丁朝大權旁落，參與阮匐、丁佃討伐黎桓的作戰中失敗。
- 女：范氏玉容（Phạm Thị Ngọc Dung），嫁給天策王吳昌岌。